# Dipnorhynchoidei
A Dipnorhynchoidei a csontos halak (Osteichthyes) főosztályának izmosúszójú halak (Sarcopterygii) osztályába, ezen belül a tüdőshalalakúak (Ceratodontiformes) rendjébe tartozó fosszilis alrend.
Egyes rendszerezések szerint nem tartozik a tüdőshalalakúak rendjébe, hanem a tüdőshalak (Dipnoi) alosztályán belül ennek egy testvértaxonja.

## Rendszerezés
Az alrendbe az alábbi 2 család tartozik:
- †Dipnorhynchidae Berg, 1940
- †Uranolophidae